# Tajmyr (wyspa)
Tajmyr (ros. Остров Таймыр) – wyspa na Morzu Karskim należąca do Archipelagu Nordenskiölda. Administracyjnie należy do Kraju Krasnojarskiego. Wraz z całym archipelagiem jest częścią Wielkiego Rezerwatu Arktycznego.
Wyspa położona jest w zachodniej części Zatoki Tajmyrskiej, blisko półwyspu Tajmyr - oddzielająca je cieśnina ma średnio 3 km szerokości. W pobliżu jej brzegów położone są inne wyspy, m.in. Nansena, Pilota Machotkina i Bonewi.
Tajmyr ma około 33 km długości i 10 km szerokości. Został odkryty przez szwedzkiego/fińskiego podróżnika Adolfa Erika Nordenskiölda podczas jego wyprawy na okręcie Vega w latach 1878–80.